# Acheilognathus changtingensis
Acheilognathus changtingensis är en fiskart som beskrevs av Yang, Zhu, Xiong och Liu 2011. Acheilognathus changtingensis ingår i släktet Acheilognathus och familjen karpfiskar. Inga underarter finns listade i Catalogue of Life.